# Emilio Salgari
Emilio Salgari [sal'ga:ri] (21. srpna 1862 Verona – 25. dubna 1911 Turín) byl populární italský spisovatel dobrodružných románů, označovaný někdy jako italský Jules Verne.

## Život
Po neúspěšném pokusu stát se námořním důstojníkem obrátil Emilio Salgari svou pozornost k literární činnosti. Napsal více než dvě stě dobrodružných příběhů odehrávajících se v nejrůznějších exotických končinách s hrdiny z různých lidských ras a kultur. Stal se brzy tak slavný, že byl někdy nazýván italským Julesem Vernem, ačkoliv jeho knihy jsou dobrodružné a nezabývají se vědeckou fikcí.
Nejúspěšnější Salgariho dílo, série románů o Sandokanovi, který vede boj proti utlačovatelům malajských domorodců, se zdá být založena na skutečném životě jednoho malajského náčelníka, který vedl boj proti guvernérovi a rádžovi Sarawaku Jamesovi Brookeovi ze svého úkrytu na Mount Sandok.
Přestože měl Salgari milióny čtenářů po celém světě, nikdy nedosáhl takového finančního zajištění, jaké by si zasloužil. Vydavatelé, využívající Salgariho špatných obchodních schopností, nechávali spisovatele téměř v chudobě. Pronásledovaný věřiteli a rodinnou krizí, spáchal Salgari dne 25. dubna roku 1911 sebevraždu.

## Dílo

### Cyklus o Sandokanovi
Sandokan, známý jako Malajský tygr, vede v jedenácti Salgariho románech ozbrojený boj proti holandským a britským koloniálním představitelům, zosobněným v rádžovi Jamesovi Brookeovi, guvernérovi a rádžovi Sarawaku. Ten je známý svými nemilosrdnými a krutými činy při upevňování své moci. Když byl Sandokan ještě chlapec, nechal Brooke vyvraždit jeho rodinu a zbavil jej trůnu. V dospělosti Sandokan shromáždil skupinu pirátů a z malého ostrůvku Mompracem na západ od Bornea vede se svým přítelem Portugalcem Yanezem de Gomerou proti Brookovi ozbrojený boj, nejen pro svou osobní pomstu, ale také na obranu malých domorodých království. Jde o tyto romány:
- Tajemství černé džungle (I Misteri della Jungla Nera, 1895),
- Malajští piráti (I Pirati della Malesia, 1896),
- Tygři z Mompracemu (Le Tigri di Mompracem, 1900),
- Dva tygři (Le due Tigri, 1904),
- Král moře (Il Re del Mare, 1906),
- Boj o trůn (Alla conquista di un impero, 1907),
- Sandokanovo povstání (Sandokan alla riscossa, 1907),
- Návrat na Mompracem (La riconquista del Mompracem, 1908),
- Falešný brahman (Il Bramino dell'Assam, 1911),
- Pád trůnu (La caduta di un impero, 1911), vydáno posmrtně,
- Yanezova odplata (La rivincita di Yanez 1913), vydáno posmrtně.

Série se dočkala dalších pokračování od různých italských spisovatelů. Nejznámějším z nich je Luigi Motta, který napsal o Sandokanovi dalších pět románů, např. Malajský tygr (La tigre della Malesia, 1927). Mezi další autory patří Emilio Fancelli a syn Salgariho Omar.

### Cyklus o Černém korzárovi
Série pěti dobrodružných románů odehrávajících se v 17. století v Karibiku rozvíjí na pozadí bojů námořních lupičů a korzárů proti španělským kolonistům příběh, ve kterém Černý korzár, ve skutečnosti italský šlechtic, mstí smrt svých statečných bratří, bojuje za svou lásku i za ochranu své rodiny.
- Černý korzár (Il Corsaro Nero, 1899),
- Královna Karibského moře (La regina dei Caraibi, 1901),
- Jolanda, dcera Černého korzára (Jolanda, la figlia del Corsaro Nero, 1905),
- Syn Červeného korzára (Il figlio del Corsaro Rosso, 1908),
- Poslední piráti (Gli ultimi filibustieri, 1908).

### Trilogie Rudoši
Dobrodružná románová trilogie Rudoši (Avventure nel Far-West) se odehrává na Divokém západě:
- Na pomezí dálného západu (Sulle frontiere del Far-West, 1908),
- Lovkyně skalpů (La scotennatrice, 1909),
- Hořící lesy (Le selve ardenti, 1910),

Luigi Motta dopsal k trilogii ještě jeden díl I cacciatori del Far West (1925, Lovci z dálného západu).

### Trilogie Bermudští piráti
- Bermudští piráti (I corsari delle Bermude, 1909),
- La crociera della Tuonante (1910),
- Podivuhodné dobrodružství Testa di Pietra (1915, Straordinarie avventure di Testa di Pietra), vydáno posmrtně.

### Další romány
- Milostnice Mahdiho (La favorita del Mahdi, 1887),
- Tajemný poklad (Il Tesoro Misterioso, 1888),
- Lovci velryb (I pescatori di balene (1894),
- K severní točně (Al Polo Nord, 1898),
- Hora světla (La Montagna di Luce, 1902), dobrodružný román, odehrávajícím se v polovině 19. století v Indii, o proslulém diamantu Hora světla, známějším pod jménem Kohinoor (na pozadí kastovních zásad, náboženských slavností, nebezpečných výprav proti tygrům-lidojedům a fakirského umění vypráví Salgari příběh dvou přátel, Inda a Evropana, kteří se drahokam snaží získat jako výkupné za přestupek proti kastovním předpisům),
- Saharští briganti (I predoni del Sahara, 1903),
- Město malomocného krále (La citta del re lebbroso, 1904), dobrodružný román z prostředí siamského dvora poloviny 19. století, ve kterém královský ministr, pověřený péčí o posvátné bílé slony, upadne v královu nemilost, když v jediném měsíci zahyne sedm slonů (ministr, který věnoval slonům všechnu péči a je nevinen, podnikne odvážné pátrání spojené s řadou dobrodružných příhod, v němž pachatele násilné smrti posvátných zvířat odhalí),
- Poustevníci oceánu (I solitari dell'Oceano, 1904),
- Dcery faraónů (Le figlie dei Faraoni, 1905),
- Kapitán Bouře (Capitan Tempesta (1905),
- Briganti z Riffu (I briganti del Riff, 1911).

## Česká vydání
- Dva tygři, Alois Hynek, Praha 1906, přeložil Jindřich Entlicher,
- Královna zlatých polí, Alois Hynek, Praha 1906, přeložil Jindřich Entlicher, znovu 1927. Dostupné online.
- K severní točně, Alois Hynek, Praha 1907, přeložil Jindřich Entlicher,
- Saharští briganti, Alois Hynek, Praha 1907, přeložil Jindřich Entlicher,
- Černý korsár, Alois Hynek, Praha 1908, přeložil Jindřich Entlicher, dva díly. Dostupné online
- Hora světla, Alois Hynek, Praha 1924, přeložil Jindřich Entlicher, znovu 1925.
- Dcery faraonův, Alois Hynek, Praha 1925, přeložil Jindřich Entlicher,
- Město malomocného krále, Alois Hynek, Praha 1925, přeložil Jindřich Entlicher,
- Poustevnící oceánu, Alois Hynek, Praha 1926, přeložil Hanuš Hackenschmied,
- Na pomezí dálného západu, Alois Hynek, Praha 1926, přeložil Hanuš Hackenschmied, první část trilogie Rudoši,
- Lovkyně skalpů, Alois Hynek, Praha 1928, přeložil Hanuš Hackenschmied, druhá část trilogie Rudoši,
- Hořící lesy, Alois Hynek, Praha 1929, přeložil Hanuš Hackenschmied, třetí část trilogie Rudoši,
- Malajský tygr, Josef R. Vilímek, Praha 1933, přeložil Karel Ignác , knihu napsal Luigi Motta, který je zde uveden jako spouautor.
- Černý korzár, SNDK, Praha 1967, přeložil Vladimír Henzl, obsahuje romány Černý korzár a Královna Karibského moře, znovu Albatros, Praha 1988.
- Hora světla, Albatros, Praha 1970, přeložil Vladimír Henzl,
- Tygři z Mompracemu, Mladá fronta, Praha 1973, přeložila Hana Benešová,
- Město malomocného krále, Albatros, Praha 1974, přeložil Vladimír Henzl, znovu Hanácké nakladatelství, Vyškov 1992 a Albatros, Praha 1999.
- Sandokan 1. - Tygři z Mompracemu, Magnet-Press, Praha 1991, adaptace Alena Jíchová a Eva Stenglová,
- Sandokan 2. - Tajemství černé džungle, Magnet-Press, Praha 1991, adaptace Lada Salavová a Alena Baštová-Mele,
- Sandokan 3. - Malajští piráti, Magnet-Press, Praha 1991, adaptace Alena Jíchová,
- Sandokan 4. - Kněžka bohyně Kálí, Magnet-Press, Praha 1991, adaptace Tomáš Glen, jde o román Dva tygři,
- Sandokan 5. - Záhada podzemního města, Magnet-Press, Praha 1991, adaptace Tomáš Glen, jde o román Luigiho Motty Malajský tygr,
- Dcery faraonů, Olympia, Praha 1993, adaptace Alena Jíchová,
- Merenre, Agave, Český Těšín 1998,
- Sandokan, Albatros, Praha 2000, adaptace Alena Jíchová, Alena Baštová-Mele, Eva Stenglová a Lada Salavová, obsahuje romány Tygři z Mompracemu, Tajemství černé džungle a Malajští piráti.